# Бемар, Ян
Ян Бемар, немецкий вариант — Йоганн Бёмер (в.-луж. Jan Běmar, нем.  Johann Böhmer, 12 января 1671 года, Родецы, Лужица, курфюршество Саксония — 10 мая 1742 года, Будестецы, Лужица, королевство Саксония) — лютеранский священнослужитель, один из четырёх переводчиков первого полного перевода Библии на верхнелужицкий язык. Один из деятелей национально-культурного сербско-лужицкого возрождения.

## Биография
Родился в крестьянской семье в серболужицкой деревне Родецы в окрестностях городка Букецы. После окончания будишинской гимназии поступил в 1696 году в Лейпцигский университет для изучения теологии. Окончил университет в 1700 году. В этом же году женился на дочери лютеранского священника Михала Френцеля и был назначен вспомогательным священником в приходе её отца. После его смерти в 1706 году занял его место настоятеля и служил в этом приходе до своей кончины в 1742 году.
В сотрудничестве с Яном Лангой, Яном Вавером и Матеем Йокушем сделал полный перевод Библии Мартина Лютера на верхнелужицкий язык. Этот перевод потребовал одиннадцатилетнего труда для обработки языка и сверки с польским, чешским и старославянским переводами. Библия была издана в 1728 году на средства серболужицкого культурно-просветительского общества «Сербское проповедническое общество». В настоящее время этот перевод под наименованием «Biblija 1728» считается в сорабистике одним из памятников серболужицкой письменности и языка.
Кроме этого, написал несколько книг по живописи и книг с церковными гимнами. Перевёл с немецкого языка сочинение немецкого писателя под серболужицким наименованием «Prawy a wěsty njebjeski puć jedneho křesćijana», которая была издана в 1777 году его сыном Яном Готтрау Бемаром.
У него было три сына: Ян Готтрау Бемар, Ян Готхельф Бемар и Ян Готхольд Бемар.